# Australian Border Force
L'Australian Border Force (ABF) est un organisme fédéral d'application de la loi, qui fait partie du ministère de l'Intérieur (en), responsable du contrôle des frontières offshore et terrestres, des enquêtes, de la conformité, des opérations de détention et des services douaniers en Australie. Par l'intermédiaire de l'unité maritime de l'ABF, elle exerce des fonctions de garde côtière et d'application de la loi maritime et constitue une composante du Maritime Border Command (en). L'ABF fait également partie de la Communauté nationale du renseignement et est un membre actif de l'Organisation mondiale des douanes,,.
L'ABF a été créée en vertu de la « loi australienne de 2015 sur les forces frontalières » avec des pouvoirs législatifs élargis, notamment l'introduction d'officiers assermentés. À la suite de la transition, un nouvel uniforme est introduit, augmentant le nombre d'agents autorisés à porter des armes à feu,. En 2016, environ 15 % des membres de la force sont entraînés au maniement des armes à feu, et cette proportion est en augmentation en 2020 pour atteindre pas moins de 25 %.

### Attribution
Le contenu de cet article Wikipédia est basé sur Australian Border Force: Who we are, répertorié sur le « Department of Immigration and Border Protection », publié par le Commonwealth d'Australie sous licence CC-BY 3.0 (consulté le 30 mai 2016).